# Daniel Fernholm
Daniel Fernholm (* 20. Dezember 1983 in Stockholm) ist ein ehemaliger schwedischer Eishockeyspieler, der zuletzt bis September 2015 bei Djurgårdens IF in der Svenska Hockeyligan unter Vertrag stand.

## Karriere
Daniel Fernholm begann seine Karriere als Eishockeyspieler in der Jugend von Mora IK, für dessen Profimannschaft er in der Saison 2000/01 sein Debüt in der HockeyAllsvenskan gab, wobei er in zwei Spielen punkt- und torlos blieb. Anschließend wechselte er in den Nachwuchs von Djurgårdens IF, ehe er in der Saison 2002/03 beim Zweitligisten Huddinge IK unter Vertrag stand. Zuvor wurde er im NHL Entry Draft 2002 in der vierten Runde als insgesamt 101. Spieler von den Pittsburgh Penguins ausgewählt, nachdem er bereits beim CHL Import Draft 2001 von den Peterborough Petes in der ersten Runde an 32. Position gezogen worden war. Für beide Klubs spielte er jedoch nie. Nachdem der Verteidiger die Saison 2003/04 bei deren Ligarivalen Hammarby IF begonnen hatte, kehrte er zu Djurgårdens IF zurück, für das er in den folgenden eineinhalb Jahren insgesamt 83 Spiele in der Elitserien bestritt. Die Saison 2004/05 beendete er beim HC Bozen in der italienischen Serie A.
Von 2005 bis 2006 lief Fernholm für Pittsburghs Farmteams, die Wilkes-Barre/Scranton Penguins aus der American Hockey League und die Wheeling Nailers aus der ECHL auf. Nachdem er auch die Saison 2006/07 bei den Wheeling Nailers begonnen hatte, kehrte der Linksschütze in seine schwedische Heimat zurück, wo er erneut von Djurgårdens IF verpflichtet wurde. Im Sommer 2007 wechselte Fernholm schließlich zu Linköpings HC, mit dem er in der Saison 2007/08 Vizemeister wurde und sich für die neugegründete Champions Hockey League qualifizierte, in der er in der Saison 2008/09 in drei Spielen zwei Vorlagen gab.
2010 wechselte Fernholm zu Neftechimik Nischnekamsk in die Kontinentale Hockey-Liga, bei dem er 18 Spiele absolvierte, bevor sein Vertrag Mitte November aufgelöst wurde. Ende November wechselte er innerhalb der KHL zum HK Dinamo Minsk, für den er 28 KHL-Partien absolvierte. Im Mai 2011 verließ der Defensivspieler den Verein und wurde erst im August des gleichen Jahres von Atlant Mytischtschi verpflichtet. Beim amtierenden Vizemeister konnte er allerdings nicht überzeugen und wurde nach zehn punktlosen Einsätzen im Oktober 2011 aus seinem laufenden Vertrag entlassen. Noch im selben Monat wurde der Schwede von HIFK Helsinki aus der finnischen SM-liiga bis Saisonende verpflichtet.
Im September 2013 erhielt Fernholm einen Vertrag über zwei Monate Laufzeit bei den Rapperswil-Jona Lakers aus der National League A und wechselte nach 15 Partien zu HIFK Helsinki in die Liiga, wo er die Saison beendete. Im Sommer 2014 kehrte der Verteidiger nach Schweden zurück und schloss sich erneut Djurgårdens IF an, wo er in der anschließenden Saison 2014/15 lediglich zehn Partien bestritt und für den Rest der verbleibenden Spielzeit mit einer Gehirnerschütterung ausfiel. Im September 2015 kündigte er an, dass er aufgrund der Nachwirkungen der Gehirnerschütterung eine Auszeit von seiner aktiven Profikarriere nimmt, um sich weiteren medizinischen Behandlungen zu unterziehen. Er kehrte danach nicht mehr auf das Eis zurück.

### International
Für Schweden nahm Fernholm an den Weltmeisterschaften 2008 und 2011 teil. Bei der WM 2008 belegte er mit seiner Mannschaft den vierten Platz, bei der WM 2011 gewann er mit Schweden die Silbermedaille.

## Erfolge und Auszeichnungen
- 2008 Schwedischer Vizemeister mit Linköpings HC
- 2008 Beste Plus/Minus-Bilanz der Elitserien-Playoffs
- 2011 Silbermedaille bei der Weltmeisterschaft

## KHL-Statistik
(Stand: Ende der Saison 2010/11)